# 平井隆太郎
平井 隆太郎（ひらい りゅうたろう、1921年2月15日 - 2015年12月9日）は、日本の心理学者、新聞学者。立教大学名誉教授。大阪府出身。

## 経歴
平井太郎（江戸川乱歩）の一人息子として大阪府北河内郡守口町（現在の守口市）に生まれる。東京府立第五中学校から1年浪人して第一高等学校に入学。このとき1級下に藤村正太がいた。1942年、東京帝国大学文学部心理学科に入学。1943年11月、同大学を仮卒業し（正式卒業は1944年9月）、1943年12月に学徒出陣で徴兵されて大日本帝国海軍に入隊。千葉県の館山海軍砲術学校に配属され、高射砲を専修。予備学生として横須賀市武山の海兵団で過ごした後、海軍少尉として茨城県土浦市の航空隊に赴任。
中尉として復員後、東京大学法学部政治学科に学士入学し1949年3月に卒業。この間、土浦で知り合った女性と1948年に結婚。1949年5月から東京大学新聞研究所に助手として勤務。
1952年、立教大学文学部非常勤講師。1953年、立教大学文学部社会科助教授。1960年、立教大学社会学部教授。1964年10月から1965年4月までベルリンに研究出張。1966年、当時立教大学に在学中だった戸川安宣の要請により、立教大学ミステリクラブの顧問に就任。1968年4月、立教大学社会学部の博士課程主任となる。同年12月、第5代社会学部長に就任（1976年3月まで務める）。以後、立教学院理事、立教大学総長事務取扱（1970年4月から1年間）などを歴任。突然の執行部退陣の後を受けて多数の役職を兼務したため、学内で「怪人二十面相」と揶揄された。
1986年、立教大学名誉教授の称号を受ける。
2015年12月9日、肺炎のため死去。94歳没。墓所は多磨霊園。

## 人物
- 遺族として乱歩の遺品や蔵書・資料類の保存に尽力。乱歩関連書籍の監修者に名を連ねる。2002年には東京都豊島区西池袋の旧乱歩邸を立教大学に移管した。日本推理作家協会名誉会員。
- 長男の平井憲太郎は鉄道研究家で『とれいん』編集長を長年務めた。

## 主要論文
- 「かわら版の一類型とその背景」（『新聞研究』115号、1961年）
- 「日本におけるテレビ普及の特質」（共同研究、『放送学研究』1964年 - 1965年）
- 「瓦版の謎、瓦版のゆくえ」（西巻興三郎編『太陽コレクション　かわら版・新聞、江戸・明治三百事件』平凡社、1978年）
- 「噂の病態」（『月刊百科』232号、1982年）

## 著書
- 『児童心理学』（共著、誠信書房、1957年）
- 『人間の社会心理』（共著、誠信書房、1958年）
- 『心理学・教育学』（共著、医学書院、1960年）
- 『放送研究入門』（共著、日本放送出版協会、1964年）
- 『うつし世の乱歩　父・江戸川乱歩の憶い出』（河出書房新社、2006年）、本多正一編
- 『乱歩の軌跡　父の貼雑帖から』（東京創元社、2008年）、本多正一編

## 訳書
- A・ギャレット『職場のための人事相談』（共訳、同学社、1955年）
- ノーマン・ジェイコブス編『千万人の文化』（共訳、日本放送出版協会、1962年）

## 監修
- 『江戸川乱歩推理文庫』全65巻（中島河太郎共同監修、講談社文庫、1987年 - 1989年）
- 『江戸川乱歩リファレンスブック』全3巻（共同監修、名張市立図書館、1997年 - 2003年）